# Aberdare (chaîne de montagnes)
Pour les articles homonymes, voir Aberdare.
L'Aberdare (anciennement Sattima, kikuyu : Nyandarua) est une chaîne de montagnes qui s'étend sur 160 kilomètres dans le centre-ouest du Kenya, au nord de la capitale Nairobi. Elle forme une section de la périphérie orientale de la vallée du Grand Rift lorsqu'elles traversent l'Afrique de l'Est dans le sens nord-sud.
Les montagnes Aberdare ont une altitude moyenne de 3 600 mètres environ et sont très boisées. Une grande partie de la chaîne de montagnes est protégée au travers du parc national d'Aberdare depuis sa création en 1950. La région attire de nombreux randonneurs et grimpeurs qui partent des centres principaux, Naivasha et Gilgil.
L'ancien nom de la chaîne subsiste au travers du plus haut sommet de la chaîne, Oldoinyo Lesatima (la « montagne du jeune taureau »), qui culmine à 4 001 m. Le mont Kenya (5 199 m), le second plus haut sommet de l'Afrique, se trouve à quelques dizaines de kilomètres à l'est des montagnes Aberdare.

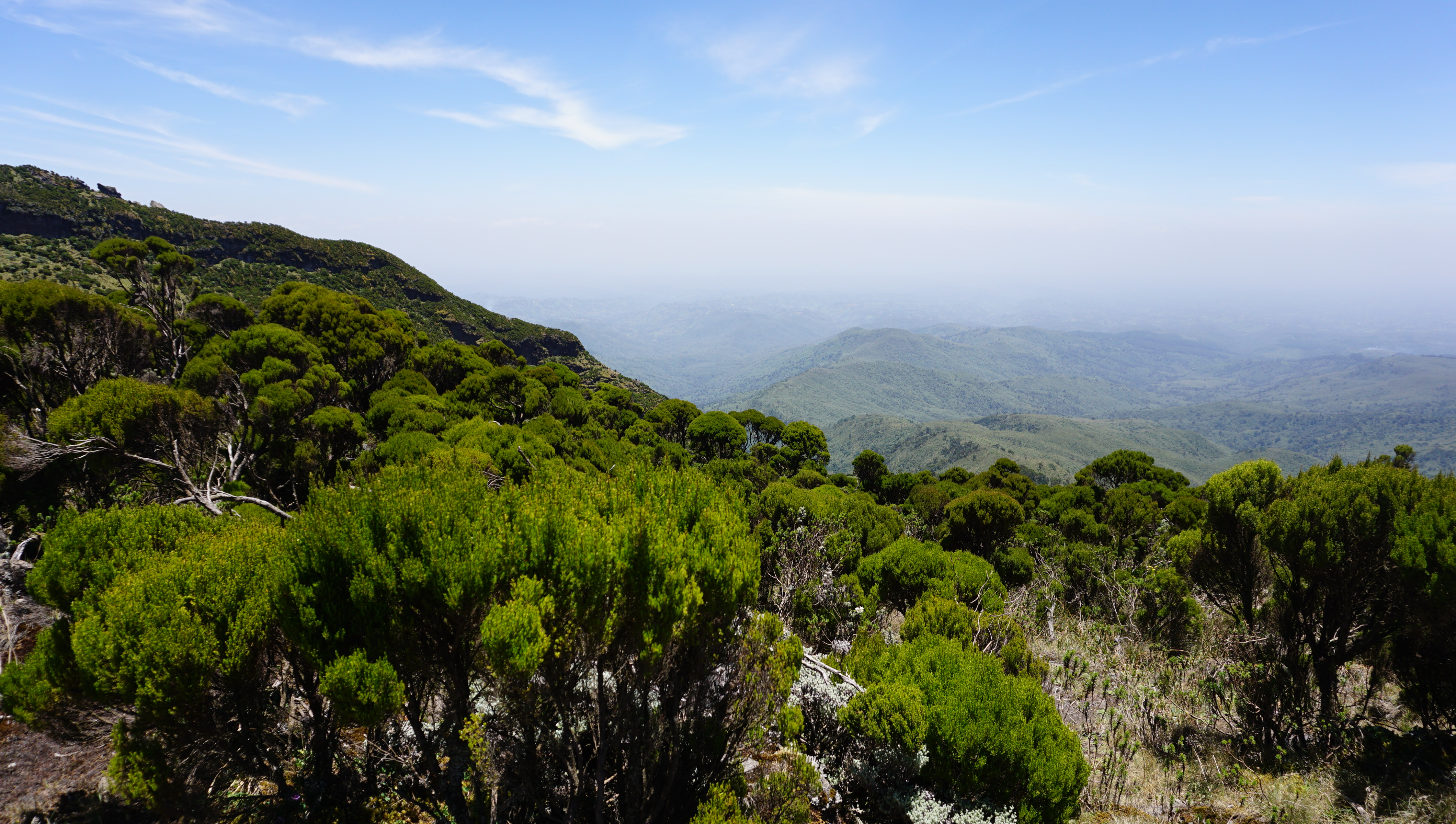
Sentier de randonnée dans l'Aberdare.